# Стефано Кароццо
Стефано Кароццо  (італ. Stefano Carozzo, 17 січня 1979) - італійський фехтувальник, олімпійський медаліст.

## Виступи на Олімпіадах
| Олімпіада  | Дисципліна      | Місце |
| ---------- | --------------- | ----- |
| Пекін 2008 | шпага, командні | 3     |